# Forteresse de Salona
La forteresse de Salona se trouve dans la ville grecque d'Amphissa. Elle date de XIIIe siècle mais ne fut hospitalière qu'au début du XVe siècle.

## Géographie
Elle se trouve sur une colline située à 180 m d'altitude au nord-ouest de Delphes.

## Histoire
Pendant la Quatrième croisade, la ville tomba aux mains des seigneurs latins qui s'emparèrent de la Grèce  et fut attribuée aux barons picards des Autremencourt. Elle devient le siège d'une seigneurie franque, le Comté de Salona. Les Francs pour assurer leur défense construisent une forteresse, le Frourion, (maintenant en ruines) sur les restes de l'ancienne acropole.
En 1311, après la conquête du duché d'Athènes par la Compagnie catalane, elle fut l’enjeu du pouvoir mais elle resta l'une des principales forteresses dépendant du duché. En 1394, elle fut prise par les Ottomans puis reprise par les Byzantins du despotat de Morée. En 1403, elle fut cédée aux Hospitaliers en échange de Corinthe.
En effet, Théodore n'a désormais que peu confiance en l'avenir de Mistra. Il propose aux Vénitiens d'acheter Corinthe, mais ceux-ci refusent. L'ordre des Hospitaliers envoie alors depuis Rhodes une ambassade pour lui proposer d'acheter Corinthe. Sur les conseils de l'Impératrice et avec l'accord de Manuel II, il leur vend cette ville. Une fois établi à Corinthe, l'Ordre cherche à accroître ses possessions dans le Péloponnèse. Une autre ambassade se rend à Mistra afin de demander, cette fois, le rachat de Kalávryta et de Mistra même. Théodore accepte, projetant de se retirer à Monemvasia.
Les Hospitaliers entrent dans Kalávryta sans enthousiasme de la part de la population. Lorsqu'ils entrent dans Mistra à la fin de mai 1400, les habitants se soulèvent. C'est le métropolite de Mistra qui empêche le lynchage des délégués de l'ordre de Saint-Jean par la population. Théodore est mis sous pression à la fois de la part de la population de Mistra et du Sultan. Les habitants de Mistra ne l'autorisent plus à revenir dans la ville et le Sultan l'informe qu'il ne lui accordera pas son amitié tant qu'il ne renverra pas les Chevaliers. Un compromis est trouvé en 1404 : Théodore échange la forteresse de Salona, nouvellement acquise au détriment des Turcs, contre Corinthe. Les Chevaliers abandonnent également Kalávryta ainsi que leurs prétentions sur Mistra.
Les Hospitaliers perdront définitivement la forteresse face aux Turcs en 1410.

## Référencement